# Rotella
Pour les articles homonymes, voir Rotella.
Rotella est une commune italienne de moins de 1 000 habitants, située dans la province d'Ascoli Piceno, dans la région Marches, en Italie centrale.

## Administration
| Période                                  | Période  | Identité | Étiquette        | Qualité |
| ---------------------------------------- | -------- | -------- | ---------------- | ------- |
| 13 juin 2004                             | En cours |          | Domenico Gentili |         |
| Les données manquantes sont à compléter. |          |          |                  |         |

### Hameaux
Casteltel di Croce, Capradosso, Poggio Canoso

### Communes limitrophes
Ascoli Piceno, Castignano, Force (Italie), Montedinove, Montelparo, Venarotta